# Evangelische Broedergemeente
De Evangelische Broedergemeente (Unitas Fratrum) of Moravische Kerk, waarvan de leden ook wel de hernhutters of de Moravische broeders worden genoemd, is een piëtistische opwekkingsbeweging daterend uit de eerste helft van de 18e eeuw. De Evangelische Broedergemeente had in december 2010 wereldwijd ongeveer 985.000 leden.
In Nederland is de broedergemeente vooral bekend geworden door zendingswerk in Suriname. Ongeveer 40% van de creolen in Suriname is lid van de Evangelische Broedergemeente. Ook internationaal doen de Moravische broeders veel aan zendingswerk.

## Geschiedenis

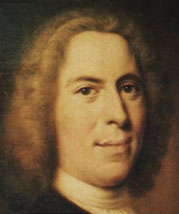
Von Zinzendorf

De Evangelische Broedergemeente werd in 1722 gesticht op het landgoed Mittelberthelsdorf van Nikolaus von Zinzendorf. Op dit landgoed werd de nederzetting Herrnhut gesticht, waar zich piëtistische leden van de broederschappen vestigden, die zich baseerden op het gedachtegoed van de hussieten en verschillende piëtistische ideeën. Vanaf het einde van de zestiende eeuw stonden deze broederschappen onder groeiende invloed van het calvinisme. Omdat hun geloofsbelijdenis niet werd "gedekt" door de lutherse, katholieke of een andere door de overheid aanvaarde belijdenis, waren de leden van de broedergemeenten steeds weer mikpunt van uitsluiting en soms ook vervolging.
De drijvende kracht achter de Evangelische Broedergemeente was Nikolaus Ludwig Graf von Zinzendorf (1700-1760). Von Zinzendorf maakte vele reizen door Europa ter verspreiding van het Evangelie. De EBG is in 1722 door hem gesticht, toen hij voor enkele vervolgde Moravische broeders op zijn landgoed Berthelsdorf (Saksen, Duitsland) de kolonie Herrnhut bouwde. Hij stelde zijn beweging "unter des Herrn Hut" ("onder de hoede van de Heer"), vandaar ook de naam van deze beweging. Von Zinzendorf was wars van allerlei onenigheid over dogmatische geloofspunten en wilde terug naar een levend en oprecht geloof in de Heer Jezus Christus. In hun spiritualiteit en liturgie is de rol van muziek bijzonder groot. In 1742 volgde de hernhutternederzetting Niesky.
In 1771 stichtten de Moravische Broeders een eerste missiepost in de Canadese regio Labrador, namelijk Nain. In de decennia erna werden er nog missies opgericht om de Inuit te evangeliseren, waaronder Hebron (1829).

### Zeist

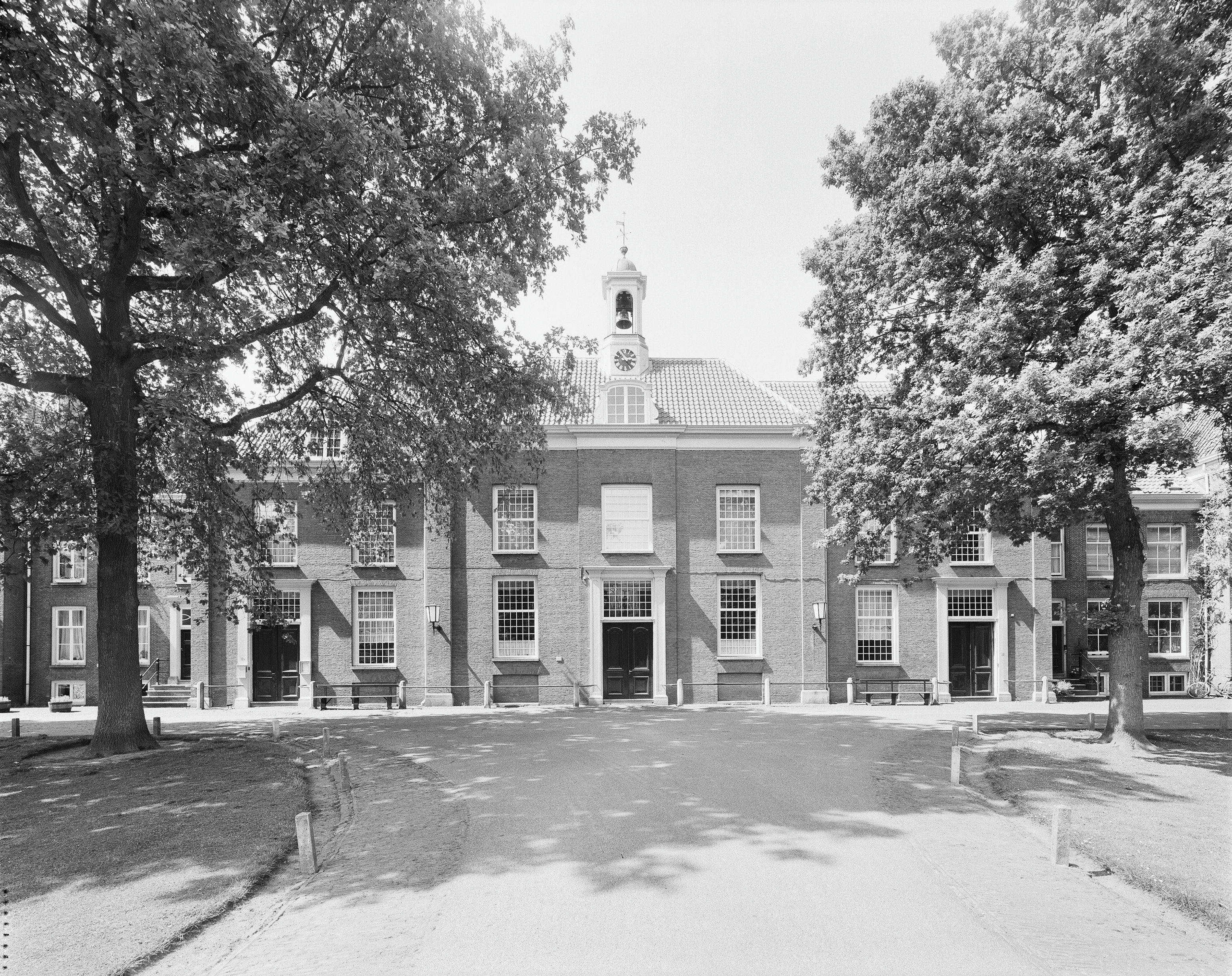
De kapel van de Broedergemeente in Zeist.

Nadat Von Zinzendorf in 1736 naar Nederland was gekomen en enkele doopsgezinden zich bij hen hadden aangesloten, vestigden de hernhutters zich met toestemming van de Heer van Zeist, Cornelis Schellinger in 1745 in de tuinen van Slot Zeist. Daar ontstonden het Broeder- en Zusterplein, waar heden ten dage nog het in 1768 gebouwde kerkgebouw van de broedergemeente Zeist staat. De archieven van de Nederlandse tak van dit kerkgenootschap bevinden zich te Utrecht bij Het Utrechts Archief, met daarbij ook vele historische muziekpartituren. Vanuit Zeist opereert sinds 1793 het Zeister Zendingsgenootschap, dat onder andere het geloof in Suriname verspreidde.

## Verspreiding
In 2010 hadden de broedergemeenten wereldwijd circa 985.000 leden in 30 landen, waarvan ruim driekwart in Afrika, Midden- en Zuid-Amerika en het Caribisch gebied.
De hernhutters zijn in Europa verdeeld over drie kerkprovincies: Tsjechië, Groot-Brittannië en Continentaal Europa (Duitsland, Nederland, Zwitserland, Denemarken, Zweden, Estland, Letland en Albanië). De grootste gemeenschappen zijn te vinden in Nederland en Duitsland. De gemeenten in Continentaal Europa tellen samen ca. 22.000 leden.

### Duitsland
In Duitsland heeft de Herrnhuter Brüdergemeine centra in Herrnhut (Saksen) en Bad Boll (Baden-Württemberg). De gemeenten in Silezië moesten na de Tweede Wereldoorlog worden ontruimd. Een nieuwe gemeente ontstond in het voormalig krijgsgevangenkamp Alexisdorf, waar Duitse Herrnhutters, die uit Polen waren verdreven, zich vestigden. Daaruit ontstond het dorp Neugnadenfeld, waar nog steeds een vrij grote gemeenschap gevestigd is.

### Nederland
In Nederland heeft de Broedergemeente vooral veel aanhang onder Surinaamse Nederlanders. Er zijn gemeenten in Amsterdam (2), Arnhem, Den Haag, Haarlem, Rotterdam, (Ivoordreef 2) Utrecht, Zaandam en Zeist.
Als een van de weinige kleine kerkgenootschappen in Nederland is de Evangelische Broedergemeente door het ministerie van Onderwijs, Cultuur en Wetenschap erkend als aparte schooldenominatie. Er zijn basisscholen van de Broedergemeente in Amsterdam-Zuidoost ("Crescendo") en in Zeist ("Comenius", deels protestants-christelijk). Ook in Almere heeft kortstondig een hernhutterschool bestaan.

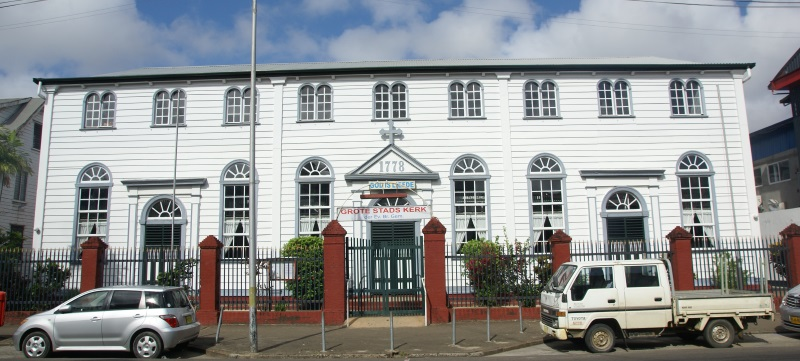
Grote Stadskerk, Steenbakkerijstraat, Paramaribo.

### Suriname
In 1735 arriveerden de eerste Herrnhutters in Suriname. Dat kon gebeuren omdat von Zinzendorf bevriende relaties had met het bestuur van de Geoctroyeerde Sociëteit van Suriname. Kort daarna, in 1740, gaf de gereformeerde kerkenraad in Amsterdam toestemming voor de oprichting van een Lutherse gemeente in Paramaribo. Een bekende zendeling van de EBG in Suriname was de Duitse kleermaker Christoph Kersten onder wiens leiding als praeses van de EBG in 1778 de Grote Stadskerk werd gebouwd en hij was naamgever van de in 1768 opgerichte firma C. Kersten & Co.
Met het zicht op mogelijke afschaffing van de slavernij vond het koloniaal bestuur het belangrijk om de slaafgemaakten middels het christendom aan zich te binden, te 'beschaven' en onder controle te houden. In 1828 werd deze taak officieel toebedeeld aan de Moravische broeders. Eerst werkzaam vanuit Paramaribo opende de EBG in 1840 een eerste kerkgebouw in Coronie, op plantage Clyde. Terwijl in 1830 nog slechts 15 van de 460 plantages open stonden voor zendelingen, werkten er in 1848 reeds 130 plantages mee. De zendelingen bestendigden in zekere zin de koloniale status quo omdat zij expliciet vergeving van zonden, lijdzaamheid, gehoorzaamheid en arbeidzaamheid predikten, terwijl ze gewelddadig verzet afwezen. Daarnaast hadden zij een sterke afkeer van winti, de Afro-Surinaamse religie, die ze bestempelden als 'afgoderij'. In de tweede helft van de 19e eeuw waren de belangrijkste binnenlandse zendingsposten gevestigd op de voormalige plantages Charlottenburg, Catharina Sophia, Beekhuizen, Anna's Burg, Leliëndaal, Rust en Werk, Salem (of Clyde) en Nieuw Bambey.
In Suriname is de Evangelische Broedergemeente het grootste protestantse kerkgenootschap met zo'n 60.000 leden. Een groot aantal scholen gaat uit van de Broedergemeente.

## Bekende personen
- Nikolaus von Zinzendorf (1700-1760), Duits theoloog en zendeling, oprichter van de broedergemeente Herrnhut
- Christoph Kersten (1733-1796), Duits zendeling
- Maria Hartmann (1798-1853), Duits zendeling
- Otto Tank (1800-1864), Noors zendeling, beschreef de zendingsposten in Noord en Zuid-Amerika
- Heinrich Wullschlägel (1805-1864), Duits zendeling
- Friederich August Wix, Duits zendeling, post Charlottenburg
- Maria Heyde (1837-1917), Duits zendeling, schrijver en vertaler
- Jo Einaar (1896-1977), Surinaams diplomaat en voorzitter Universiteit van Suriname
- Jan Kits sr. (1902-1986), Nederlandse evangelist en een van de oprichters van de Evangelische Omroep
- Karel Zeefuik (1934-2020), Surinaams predikant en parlementslid
- Rudy Polanen (1943-2008), Surinaams predikant en mensenrechtenactivist
- Carl Breeveld (1955-heden), Surinaamse politicus en theoloog